# Иванов, Сергей Анатольевич (политик)
Сергей Анатольевич Иванов (род. 21 января 1952) — украинский политик. Народный депутат Украины 3-го созыва, 4-го созыва. Председатель Севастопольской городской государственной администрации

## Биография
Родился 21 января 1952 года в городе Токмаке Запорожской области. Закончил Токмакский механический техникум. Симферопольский государственный университет, Киевскую школу МВД (1977), правовед.
С 1970 года работал токарем Токмакского дизелестроительного завода имени С. Кирова. С 1971 по 1973 год проходил срочную служба в вооружённых силах. С 1973 — работает в Крымской области. С 1977 — работал в органах внутренних дел Украины. Работал на разных должностях, руководил подразделениями по борьбе с организованной преступностью и коррупцией. Генерал-майор милиции.
С марта 1998 по апрель 2002 — Народный депутат Украины 3-го созыва.
С апреля 2002 по март 2005 — Народный депутат Украины 4-го созыва, избран по избирательному округу № 3 (Автономная Республика Крым). Деятельность отмечена несколькими переходами между фракциями:
- Фракция «Единая Украина»: 15 мая 2002 — 11 сентября 2002;
- Группа «Народовластие»: 11 сентября 2002 — 14 мая 2004;
- Группа «Центр»: 14 мая 2004 — 18 марта 2005;
- Фракция «Наша Украина»: 25 марта 2005 — 7 июля 2005.

На президентских выборах 2004 года был доверенным лицом Виктора Ющенко.
С 4 февраля 2005 по 31 мая 2006 года — Председатель Севастопольской городской государственной администрации. Был инициатором создания в городе Аллеи городов-героев.

## Награды
- орден «За заслуги» III степени и ряд ведомственных наград
- две грамоты Верховной Рады Украины
- Почётная грамота Кабинета Министров Украины.